# Széchenyi-Museumsbahn Nagycenk
| Dampflokomotive „András“ auf der Ikva-Brücke |                         |                                                                         |                                                                         |
| Streckenverlauf |                         |                                                                         |                                                                         |
| Kursbuchstrecke (MÁV): | 8a                      |                                                                         |                                                                         |
| Streckenlänge: | 3,6 km                  |                                                                         |                                                                         |
| Spurweite: | 760 mm (Bosnische Spur) |                                                                         |                                                                         |
| |                         |                                                                         |                                                                         |
| \| \| \| \| \| \| \| \| Fertőboz Anschluss von Bahnstrecke Győr–Ebenfurth \| \| \| \| \| \| \| \| \| \| Fertőboz-Fűtőház \| \| \| \| \| ehem. Beginn Anschlussbahn (1435 mm) \| \| \| \| \| Fertőboz-Múzeumvasút \| \| \| \| \| Nádtelep mh. (mit Abzweigstelle) \| \| \| \| \| Feldweg \| \| \| \| \| \| \| \| \| \| Fertőbozi utca \| \| \| \| \| Schrankenposten 1 \| \| \| \| \| Ikva \| \| \| \| \| Barátság \| \| \| \| \| Kastély (Nagycenk) \| \| \| \| \| \| \| \| \| \| ehem. Anschlussbahn zur Zuckerfabrik und weiter nach Nagycenk (1435 mm) \| \| \| \| \| \| \| |                         |                                                                         |                                                                         |
| |                         |                                                                         |                                                                         |
| Kopfbahnhof Streckenanfang · Bahnhof |                         | Fertőboz Anschluss von Bahnstrecke Győr–Ebenfurth                       | Fertőboz Anschluss von Bahnstrecke Győr–Ebenfurth                       |
| |                         |                                                                         |                                                                         |
| Haltepunkt / Haltestelle · Strecke |                         | Fertőboz-Fűtőház                                                        | Fertőboz-Fűtőház                                                        |
| Abzweig geradeaus und ehemals von links · Abzweig nach links und ehemals nach rechts |                         | ehem. Beginn Anschlussbahn (1435 mm)                                    | ehem. Beginn Anschlussbahn (1435 mm)                                    |
| Dienststation / Betriebs- oder Güterbahnhof |                         | Fertőboz-Múzeumvasút                                                    | Fertőboz-Múzeumvasút                                                    |
| Haltepunkt / Haltestelle |                         | Nádtelep mh. (mit Abzweigstelle)                                        | Nádtelep mh. (mit Abzweigstelle)                                        |
| Bahnübergang |                         | Feldweg                                                                 | Feldweg                                                                 |
| Abzweig geradeaus und von links · Strecke von rechts |                         |                                                                         |                                                                         |
| Strecke · Bahnübergang |                         | Fertőbozi utca                                                          | Fertőbozi utca                                                          |
| Strecke · Blockstelle |                         | Schrankenposten 1                                                       | Schrankenposten 1                                                       |
| Brücke über Wasserlauf · Strecke |                         | Ikva                                                                    | Ikva                                                                    |
| Kopfbahnhof Strecke ab hier außer Betrieb · Strecke |                         | Barátság                                                                | Barátság                                                                |
| Strecke (außer Betrieb) · Kopfbahnhof Streckenende |                         | Kastély (Nagycenk)                                                      | Kastély (Nagycenk)                                                      |
| |                         |                                                                         |                                                                         |
| Strecke (außer Betrieb) |                         | ehem. Anschlussbahn zur Zuckerfabrik und weiter nach Nagycenk (1435 mm) | ehem. Anschlussbahn zur Zuckerfabrik und weiter nach Nagycenk (1435 mm) |
| |                         |                                                                         |                                                                         |

Die Széchenyi-Museumsbahn Nagycenk, ungarisch Nagycenki Széchenyi Múzeumvasút, ist eine Schmalspurbahn in Westungarn, die 1970 als Pioniereisenbahn eröffnet wurde. Sie verbindet Fertőboz an der Bahnstrecke Győr–Ebenfurth mit dem Schloss Széchenyi in Nagycenk.

## Strecke

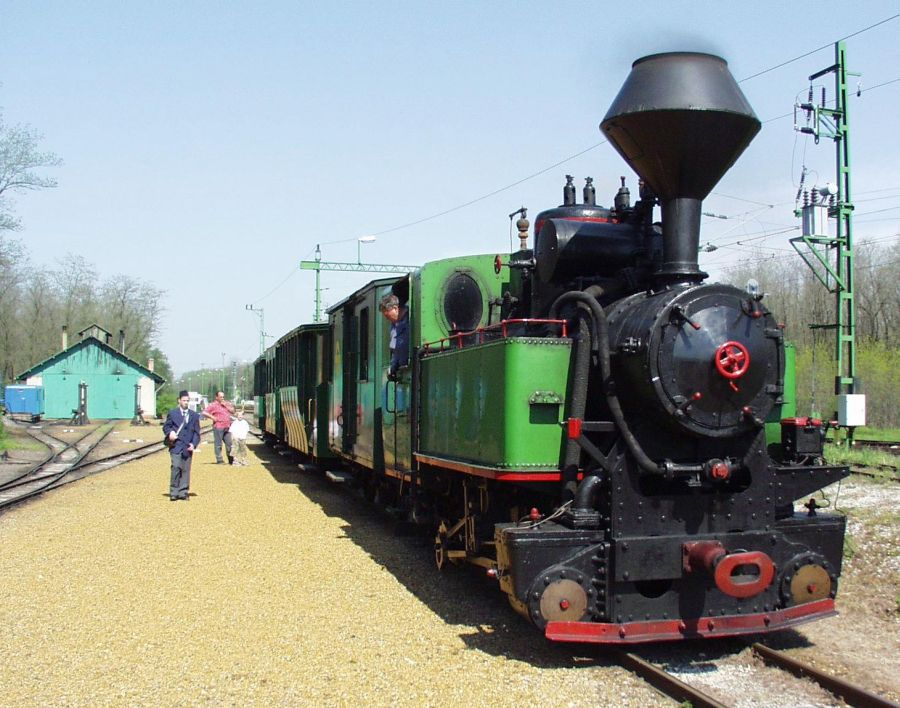
Am Bahnhof Fertőboz (2002)

Die Bahn mit einer Spurweite von 760 Millimetern hat eine Streckenlänge von insgesamt 3,6 Kilometern. Im Gegensatz zu den meisten Museumsbahnen weist die Strecke kein historisches Vorbild auf. Sie wurde 1970 zwischen Fertőboz und Barátság auf der normalspurigen Trasse der aufgelassenen Anschlussbahn zur ehemaligen Zuckerfabrik von Nagycenk errichtet und 1972 ein weiterer Streckenast nach Nagycenk komplett neu gebaut. Heute wird die Széchenyi-Museumsbahn von der GySEV betreut, im Betrieb sind nach wie vor Kinder und Jugendliche in ihrer Freizeit ehrenamtlich tätig.
In Nagycenk befindet sich der Hauptsitz der ungarischen Adelsfamilie Széchenyi. Ein Mitglied dieser Familie war Graf István Széchenyi, der unter anderem erster ungarischer Verkehrsminister war. Nach ihm wurde diese Bahn benannt.

## Fahrzeuge
Die Museumsbahn besitzt eine vierfach gekuppelte und zwei dreifach gekuppelte Dampflokomotiven, eine Diesellokomotive der Reihe C–50, einen Dieseltriebwagen der Reihe 411 sowie acht Personen- und zwei Gepäckwagen. Am Bahnhof Kastély (Nagycenk), einem Endpunkt der Strecke, wurde ein Freilichtmuseum errichtet, wo zahlreiche nicht betriebsfähige Dampflokomotiven auch anderer Spurweiten ausgestellt sind.